# Supercoppa del Giappone 2019
La Supercoppa del Giappone 2019 si è disputata il 16 febbraio 2019 allo Saitama Stadium 2002 di Saitama e ha visto sfidarsi il Kawasaki Frontale, vincitrice della J1 League 2018, e gli Urawa Reds, vincitrice della Coppa dell'Imperatore 2018.
A conquistare il trofeo è stato il Kawasaki Frontale, che si è imposto per 1-0.

## Tabellino
| Saitama 16 febbraio 2019, ore 13:35 JST Finale | Kawasaki Frontale | 1 – 0 | Urawa Reds | Saitama Stadium 2002 |
| \| \| \| \| \| Damiao 52’ \| Marcatori \| \|   |                   |       |            |                      |
|                                                |                   |       |            |                      |
| Damiao 52’                                     | Marcatori         |       |            |                      |

| Kawasaki Frontale | Urawa Reds |

| P               | 1  | Jung Sung-ryong   |  |     |
| D               | 26 | Maguinho          |  | 70’ |
| D               | 3  | Tatsuki Nara      |  |     |
| D               | 5  | Shōgo Taniguchi   |  |     |
| D               | 7  | Shintarō Kurumaya |  |     |
| C               | 6  | Hidemasa Morita   |  | 79’ |
| C               | 10 | Ryōta Ōshima      |  |     |
| A               | 11 | Yū Kobayashi      |  | 88’ |
| C               | 14 | Kengo Nakamura    |  | 70’ |
| C               | 41 | Akihiro Ienaga    |  |     |
| A               | 9  | Leandro Damião    |  | 80’ |
| A disposizione: |    |                   |  |     |
| P               | 21 | Shōta Arai        |  |     |
| D               | 2  | Kyōhei Noborizato |  |     |
| D               | 17 | Kazuaki Mawatari  |  | 70’ |
| C               | 8  | Hiroyuki Abe      |  | 88’ |
| C               | 25 | Ao Tanaka         |  | 79’ |
| A               | 19 | Manabu Saitō      |  | 70’ |
| A               | 20 | Kei Chinen        |  | 80’ |
| Allenatore:     |    |                   |  |     |
| Toru Oniki      |    |                   |  |     |

|                     |    |                   |  |     |
|                     |    |                   |  |     |
| P                   | 1  | Shūsaku Nishikawa |  |     |
| D                   | 31 | Takuya Iwanami    |  |     |
| D                   | 2  | Maurício Antônio  |  |     |
| D                   | 5  | Tomoaki Makino    |  | 33’ |
| C                   | 8  | Ewerton           |  | 46’ |
| C                   | 27 | Daiki Hashioka    |  | 67’ |
| C                   | 7  | Kazuki Nagasawa   |  | 66’ |
| C                   | 10 | Yōsuke Kashiwagi  |  | 81’ |
| C                   | 3  | Tomoya Ugajin     |  |     |
| A                   | 14 | Ken'yū Sugimoto   |  | 46’ |
| A                   | 30 | Shinzō Kōroki     |  |     |
| A disposizione:     |    |                   |  |     |
| P                   | 25 | Haruki Fukushima  |  |     |
| D                   | 4  | Daisuke Suzuki    |  |     |
| D                   | 6  | Ryōsuke Yamanaka  |  | 66’ |
| C                   | 22 | Yūki Abe          |  | 46’ |
| C                   | 29 | Kai Shibato       |  | 67’ |
| A                   | 11 | Quenten Martinus  |  | 81’ |
| A                   | 19 | Andrew Nabbout    |  | 46’ |
| Allenatore:         |    |                   |  |     |
| Oswaldo de Oliveira |    |                   |  |     |